# Пантев, Андрей
Андрей Лазаров Пантев (родился 26 марта 1939, Раковица) — болгарский историк, академик Болгарской академии наук и всемирной академии «Платон».

## Биография
Родился в семье преподавателей (родители представляли третье поколение учителей). Окончил гимназию города Видин в 1954 году и исторический факультет Софийского государственного университета в 1961 году. Работал в Видинском историческом музее в 1962—1965 годах, после чего поступил в аспирантуру Софийского университета. В 1967 году защитил докторскую диссертацию, в 1984 году стал доктором исторических наук. Стажировался в Великобритании в 1969 году и в США в 1979 году.
С 1967 по 1974 годы — научный сотрудник и старший научный сотрудник Исторического института Болгарской академии наук. С 1975 года — доцент, с 1985 года — профессор исторического факультета Софийского университета. В 1982—1984 годах преподавал историю стран Балканского полуострова в США. Почётный профессор Великотырновского университета, Национальной художественной академии, Пловдивского университета, УНМХ, Юго-западного университета «Неофит Рилски» и др. С 1990 года президент Болгарской ассоциации американистики, с 1999 года президент гражданского общества «Святой Георгий Софийский».
Автор более 300 публикаций на болгарском, английском, русском, испанском и немецком языках, более 40 книг, составитель и редактор серии энциклопедий и справочников. В 2002 году был удостоен премии всемирной академии «Платон».

## Общественная деятельность
Пантев избирался депутатом Народного собрания Болгарии (39-е, 40-е, 41-е) от движения «Коалиция за Болгарию». 14 июля 2009 руководил первым заседанием 41-го Народного собрания.
В марте 2008 года Пантев поставил свою подпись в открытом письме правительству Болгарии с просьбой не признавать независимость Косово, осудив попытку предательства сербов как «братьев по крови и вере» и закончив своё письмо вопросом «Вы люди, вы слепцы или просто куплены?» Не поддерживает членство Болгарии в НАТО, утверждая, что Североатлантический альянс не принёс ничего хорошего тем странам, в которые когда-либо вторгался блок; поддерживает позицию России по вопросу принадлежности Крыма и конфликте в Донбассе. Считает, что Россия внесла самый большой вклад в деле освобождения Болгарии от турецкого владычества и восстановления болгарской независимости.

## Награды
- Орден «Стара-планина» I степени (1 апреля 2009 года)[5]
- Цепь ордена «Святые Кирилл и Мефодий» (18 мая 2006 года)[6]
- Почётный знак Президента Болгарии (2024 год)[7]
- Премия всемирной академии «Платон»